# Lana Uys
Lana Uys (* 9. Dezember 1968) ist eine ehemalige südafrikanische Leichtathletin, die sich auf den Hürdenlauf spezialisiert hat. In den 90er Jahren gewann sie mehrere Medaillen bei kontinentalen Meisterschaften.

## Sportliche Laufbahn
Erste internationale Erfahrungen sammelte Lana Uys vermutlich im Jahr 1992, als sie bei den Afrikameisterschaften in Belle Vue Maurel mit der südafrikanischen 4-mal-400-Meter-Staffel in 3:36,19 min gemeinsam mit Marcel Winkler, Madele Naude und Myrtle Bothma die Silbermedaille hinter dem nigerianischen Team gewann. Im Jahr darauf gewann sie bei den Afrikameisterschaften in Durban in 3:37,24 min erneut die Silbermedaille hinter dem Team aus Nigeria, diesmal gemeinsam mit Evette de Klerk, Marinda Fourie und Adri Schoeman. Zudem gewann sie im 400-Meter-Hürdenlauf in 57,60 s die Silbermedaille hinter der Nigerianerin Omotayo Akinremi. Anschließend startete  bei den Weltmeisterschaften in Stuttgart und schied dort mit 57,40 s im Halbfinale aus. 1994 kam sie bei den Commonwealth Games in Victoria mit 59,41 s nicht über den Vorlauf über 400 m Hürden hinaus und im Jahr darauf gewann sie bei den Afrikaspielen in Harare in 57,6 s die Bronzemedaille hinter der Nigerianerin Omolade Akinremi und ihrer Landsfrau Karen van der Veen. Zudem gewann sie im Staffelbewerb in 3:33,68 min gemeinsam mit Marie-Louise Henning, Adri van der Merwe und Karen van der Veen die Silbermedaille hinter dem nigerianischen Team. 1996 gewann sie bei den Afrikameisterschaften in Yaoundé in 57,05 s die Silbermedaille über 400 m Hürden hinter der Nigerianerin Saidat Onanuga und im 100-Meter-Hürdenlauf sicherte sie sich in 13,78 s die Silbermedaille hinter der Nigerianerin Glory Alozie. 2001 bestritt sie ihre letzten offiziellen Wettkämpfe und beendete daraufhin ihre aktive sportliche Karriere im Alter von 32 Jahren.
1997 wurde Uys südafrikanische Meisterin im 400-Meter-Hürdenlauf.

## Persönliche Bestzeiten
- 100 m Hürden: 13,51 s (−1,1 m/s), 3. März 2001 in Durban
- 400 m Hürden: 56,29 s, 16. März 1998 in Roodeport